# Richmond Rak
Richmond Ageymang-Rak (Accra, 10 marzo 1985) è un ex calciatore ghanese naturalizzato svizzero, di ruolo centrocampista.

## Carriera
Ha giocato nella prima divisione svizzera.